# آلفای لاتین
Ɑ، ɑ یا آلفای لاتین یکی از حروف الفبای لاتین و متغیری از A است. در الفبای آوانگاری بین‌المللی این حرف نشان‌دهندهٔ واکه پشتی باز ناگرد است.